# Alu (Tõstamaa)
Alu – wieś w Estonii, w prowincji Parnawa, w gminie Tõstamaa.